# Paestum

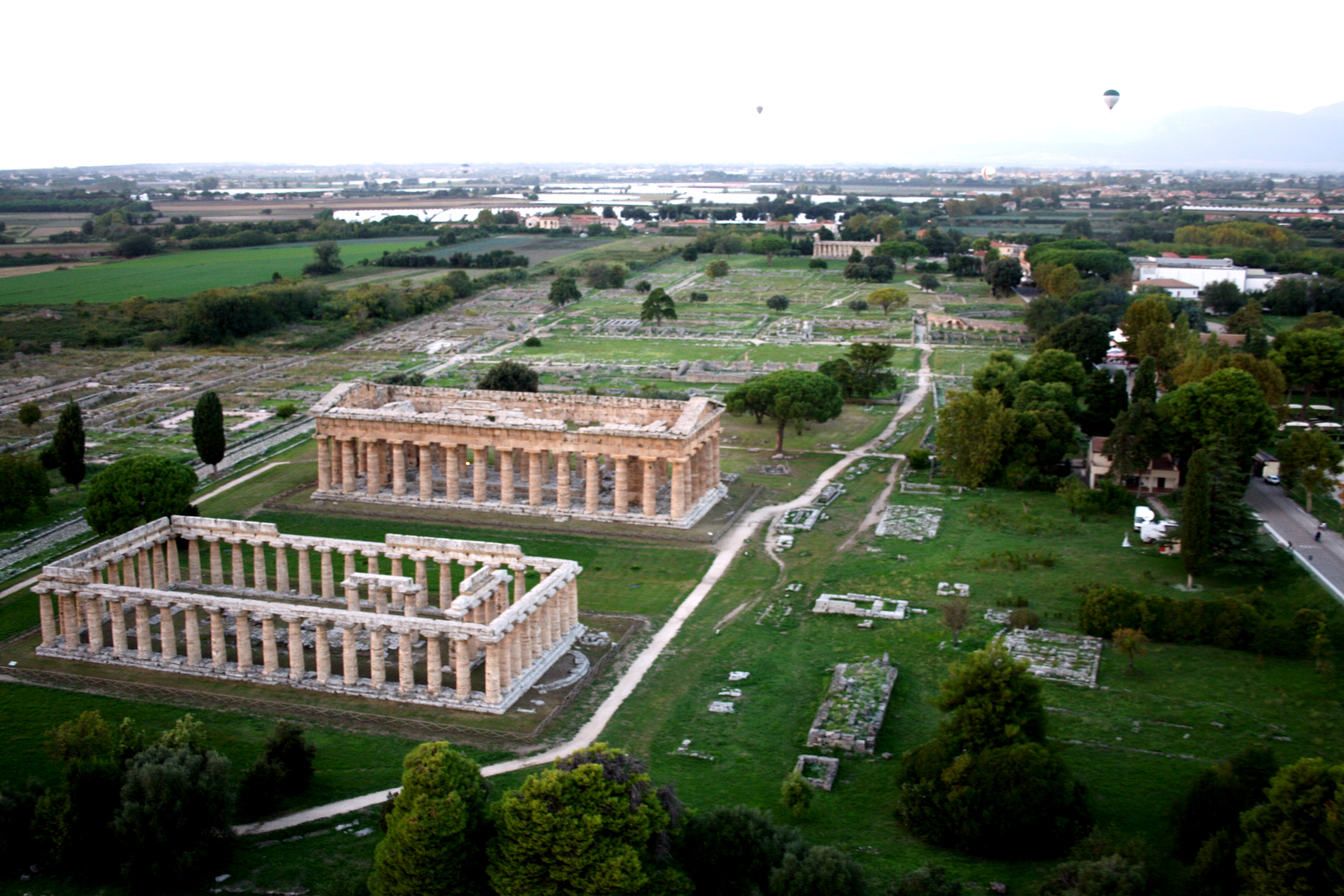
Hera-Tempel und Poseidon-Tempel im Vordergrund, hinten der Athene-Tempel

Paestum (italienisch Paestum) ist eine Ruinenstätte in der Region Kampanien in der Provinz Salerno in Italien. Der Ort gehört zur Gemeinde Capaccio Paestum. Die griechische Tempelanlage wurde 1998 als UNESCO-Weltkulturerbe anerkannt.

## Lage und Daten

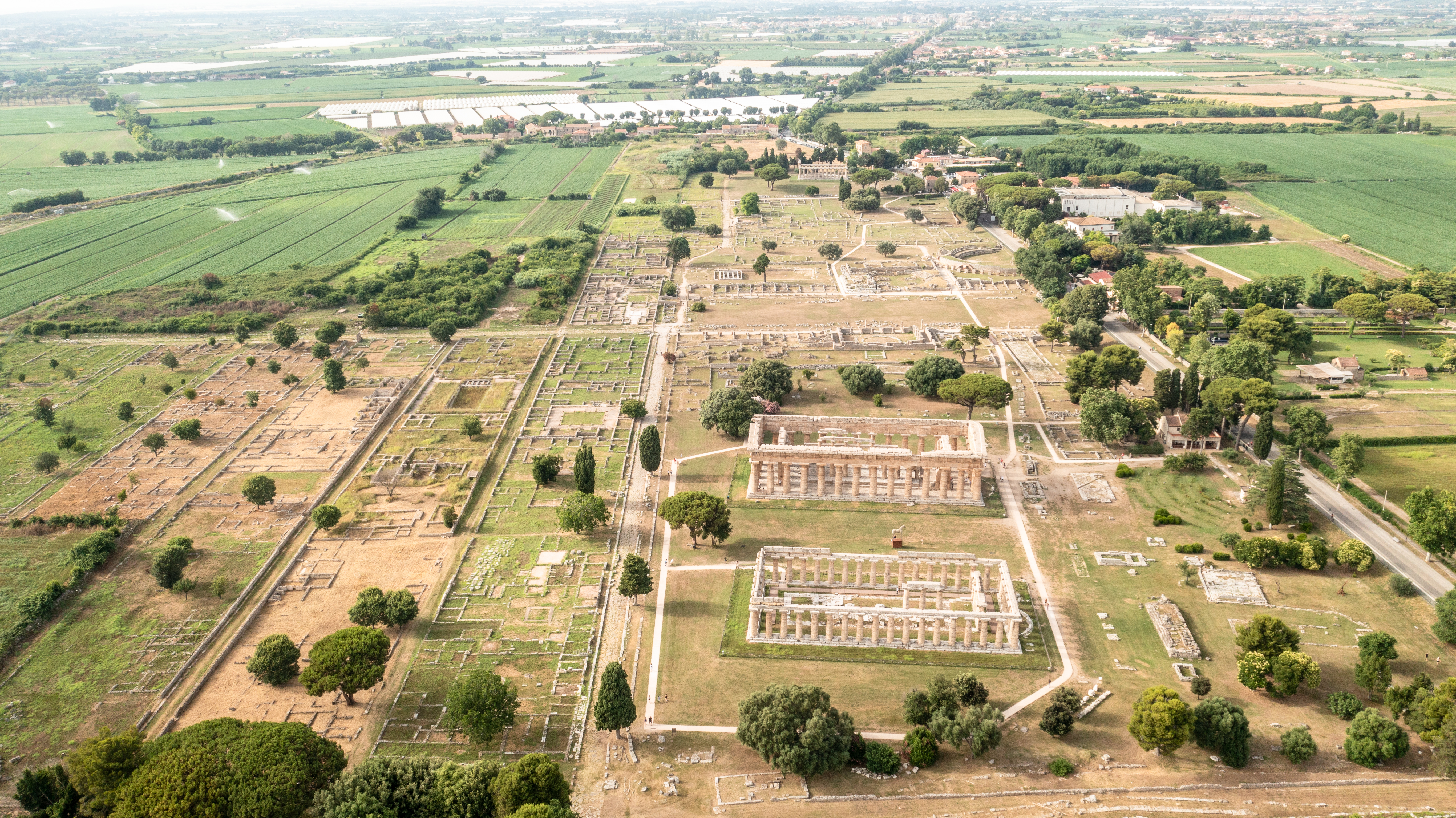
Blick über das Stadtzentrum, im Vordergrund Hera- und sogenannter Poseidontempel

Der Ort liegt in einer Ebene etwa 35 km südlich von Salerno. Er wurde 2 km von der Mittelmeerküste entfernt angelegt. Das zeigt, dass die Griechen hier keinen Hafen als Handelsstützpunkt anlegen wollten, sondern dass sie die Kultivierung des fruchtbaren Bodens im Sinn hatten. Er ist geschützt hinter einer Lagune, an der sich wohl früher der Hafen befand. Zum Osten und Süden hin wird Paestum durch das Cilento-Gebirge abgegrenzt. Im Norden befindet sich mit dem Sele eine natürliche Barriere.

## Geschichte

### Antike

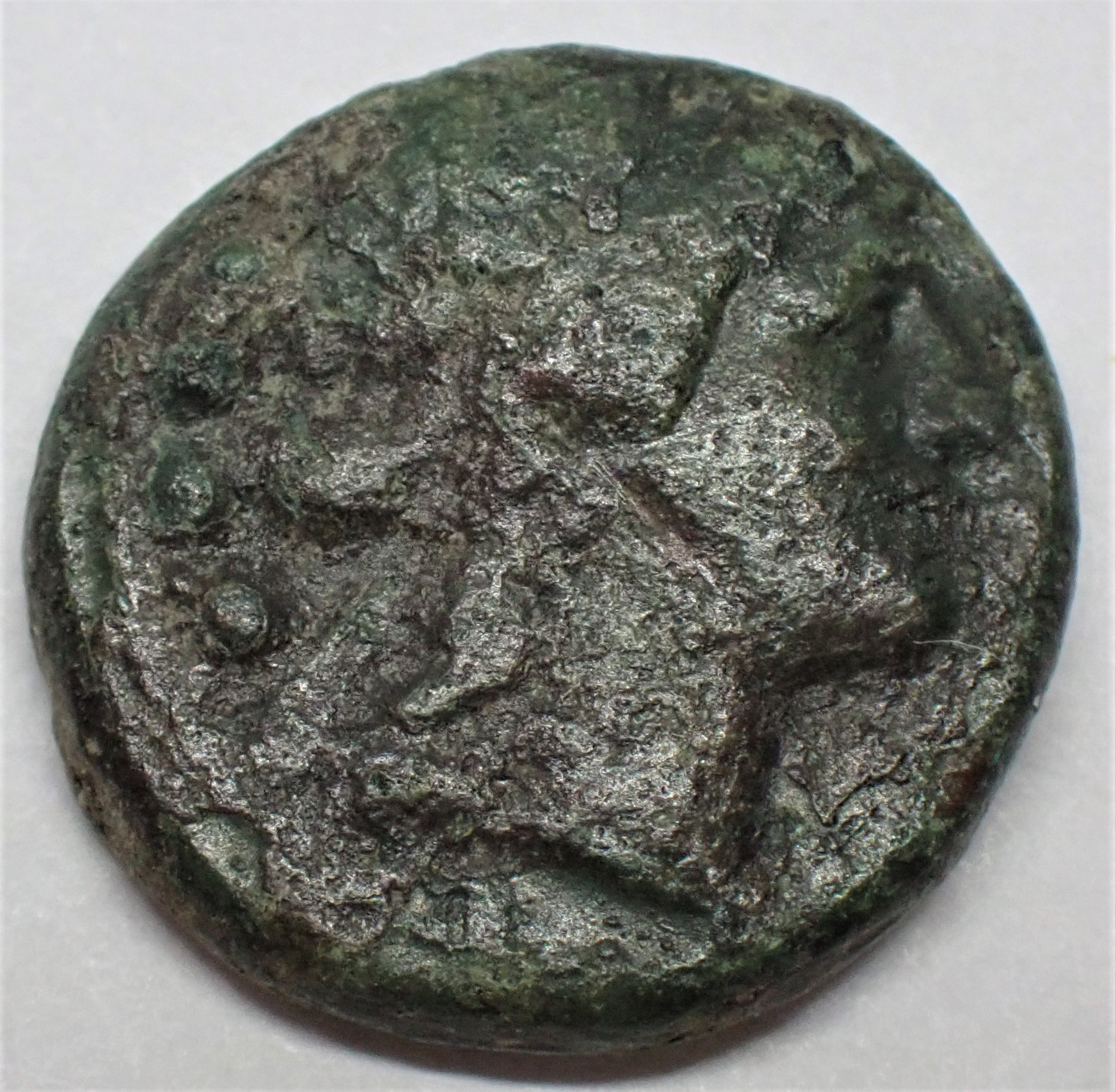
Jugendlicher Dionysos auf Triens aus Paestum, 269–89 v. Chr.

Die Stadt wurde unter dem Namen Poseidonia um 600 v. Chr. von Griechen aus Sybaris oder Troizen gegründet. Der Ort ist somit eine Kolonie einer Kolonie, eine sogenannte Pflanzstadt, griech. apoikia. Die fruchtbare Landschaft und umfangreicher Handel führten innerhalb weniger Generationen zu Wohlstand, der sich im 5. und 6. Jahrhundert v. Chr. im Bau großer Tempel ausdrückte, deren Ruinen bis heute erhalten sind. Etwa 400 v. Chr. eroberten die Lukaner die Stadt und benannten sie in Paistos um. Möglicherweise handelte es sich aber auch einfach um eine Verschmelzung der von der Heimat abgeschnittenen Kolonistenkultur mit einheimischen Kulturformen. Bereits vor der Eroberung Paestums durch die Römer wurden Bronzemünzen geprägt, deren Nominalsystem dem der Römischen Republik entsprach.
274–273 v. Chr. wurde die Stadt im Zuge der Eroberung Kampaniens durch die Römer unter dem Namen Paestum zur latinischen Colonia. Dabei nahmen diese wenig Rücksicht auf alte Sitten und Gebräuche. Allerdings durfte Paestum als einzige griechische Stadt in Unteritalien seine Bronzemünzen bis zur Regierungszeit des Tiberius weiterprägen. Es gab größere Umgestaltungen und möglicherweise einen umfangreichen Austausch der Bevölkerung. In der römischen Kaiserzeit verlor Paestum an Wohlstand und Bedeutung.

### Verfall und Wiederentdeckung

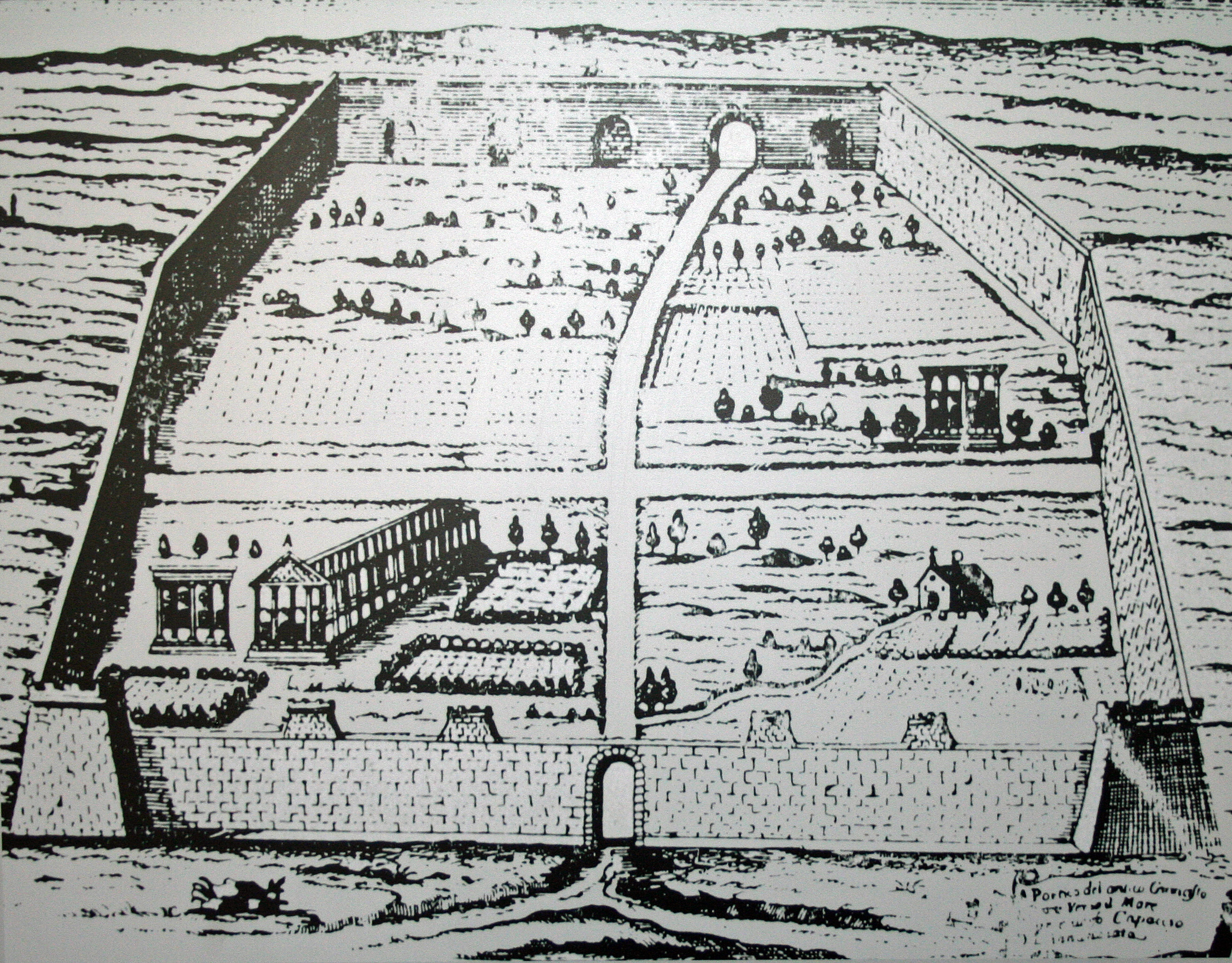
Karte der Ruinen von Paestum (1732)

Um 500 n. Chr. fing das Gelände an zu versanden und langsam zu versumpfen, die Malaria breitete sich aus und die letzten Bewohner verließen den Ort. Die Tempelanlage verwandelte sich in eine Art Urwald, der Ort wurde gleichsam vergessen. Nach Zerstörungen im 9. Jahrhundert durch die Sarazenen und im 11. Jahrhundert durch die Normannen wurde Paestum aufgegeben. Der Niedergang wurde durch die Versumpfung des Umlandes und die daraus resultierende Malariagefahr beschleunigt. Die Bewohner siedelten, um der Malaria zu entgehen, auf höher gelegenes Gebiet um und gründeten den Ort Capaccio.
In der Renaissancezeit zitierten verschiedene Schriftsteller und Dichter Paestum, vor allem aus Zitaten von Vergil, Ovid und Properz über die Schönheit und den Duft der Rosen aus Pestane, kannten jedoch nicht seinen genauen Standort und platzierten es in Agropoli oder Policastro. Im 16. Jahrhundert entstand ein kleines Dorf um die Kirche St. Annunziata. Um die Mitte des 17. Jahrhunderts wurde eine Straße (die heutige SS18) gebaut, welche den Ort in Nord-Süd-Richtung durchquerend, das Amphitheater in zwei Teile schnitt. Eine frühe Karte zeigt die Ruinen 1732. Die ersten Reliefs, Gravuren und Drucke, die die Tempel und Orte darstellen, wurden ab 1752 hergestellt und veröffentlicht, ungefähr gleichzeitig mit der Wiederentdeckung von Pompeji und Herculaneum. Die Entdeckungen erregten seinerzeit großes Aufsehen. Eine Expedition in die verwunschene Sumpflandschaft gehörte schon bald zum Programm des kunstbeflissenen Bildungsreisenden auf der sogenannten Grand Tour.

## Sehenswürdigkeiten

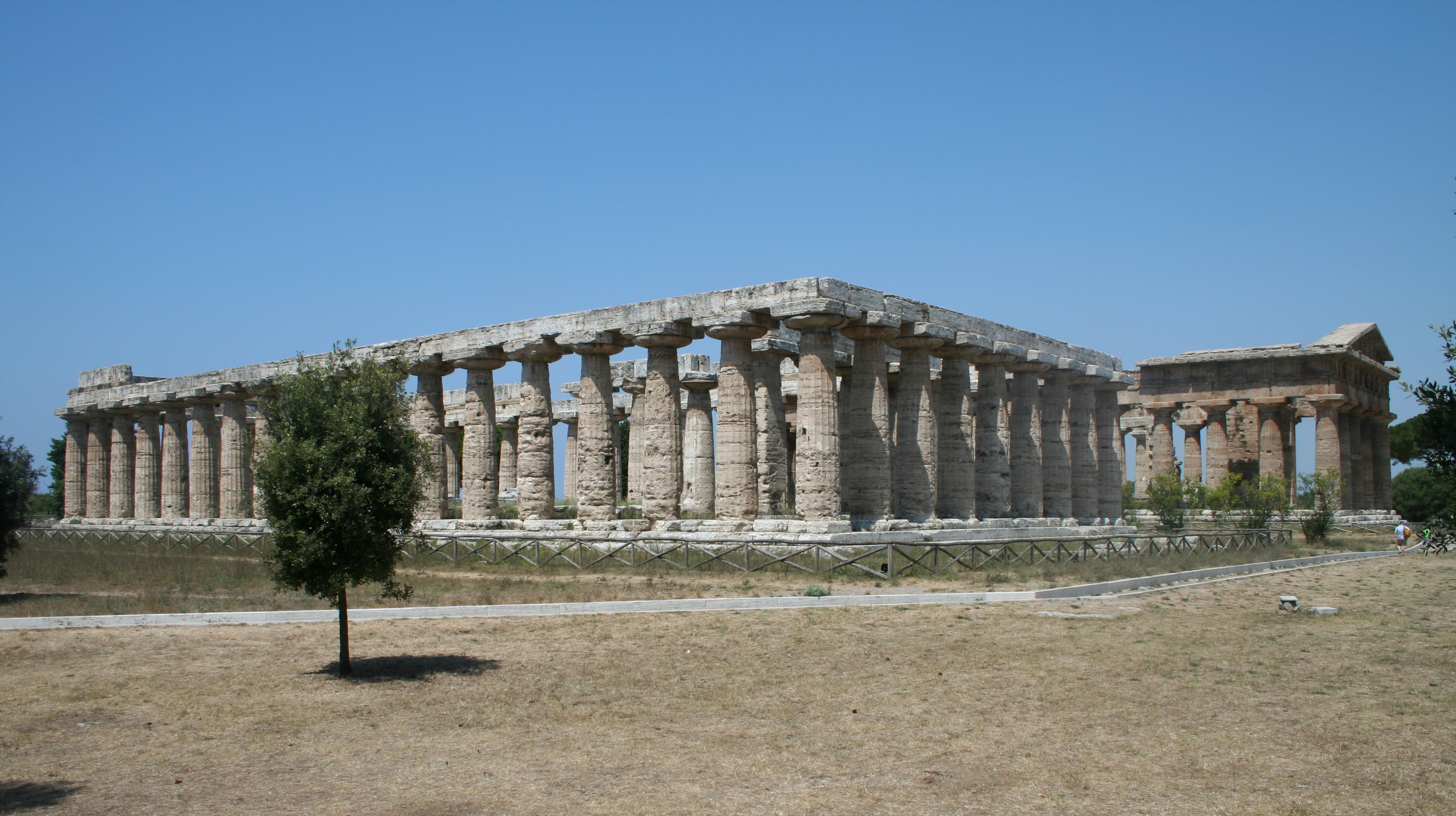
Blick auf das Heraion (im Vordergrund) und den „Poseidontempel“ in Paestum; hier ist der Unterschied zwischen Archaik und Klassik gut zu erkennen.

### Tempel
Paestum kann bedeutende Baudenkmäler aus griechischer und römischer Zeit vorweisen. Besondere Bedeutung kommt den drei großen dorischen Tempeln zu, die jeweils exemplarisch für eine Bauepoche des dorischen Baustils stehen.
Der archaische Hera-Tempel (um 540 v. Chr.) – Basilika genannt – war einer der größten bis dahin errichteten griechischen Steintempel überhaupt.
Der Tempel der Athena (um 510 v. Chr.), früher auch der Ceres zugeschrieben, ist erheblich kleiner. An ihm ist besonders auffällig, dass dieser eigentlich dorische Tempel einige Stilelemente besitzt, die nicht in den Kanon der dorischen Architektur gehören. So besitzt er Schmuckelemente am oberen Abschluss des Architravs und auch im Geison, die eher in ionische Gebälke gehören.
Der sogenannte Poseidontempel schließlich (um 450 v. Chr.) – auch dieser war eigentlich der Hera geweiht – weist die ausgereiften Bauformen des kurz zuvor errichteten Zeustempels von Olympia auf.
Nördlich des Heratempels lagen zudem sechs kleinere Tempelbauten aus hellenistischer Zeit, die in der Forschung als Tempietti (Singular Tempietto) bezeichnet werden und, soweit erkennbar, der dorischen Bauordnung folgen.

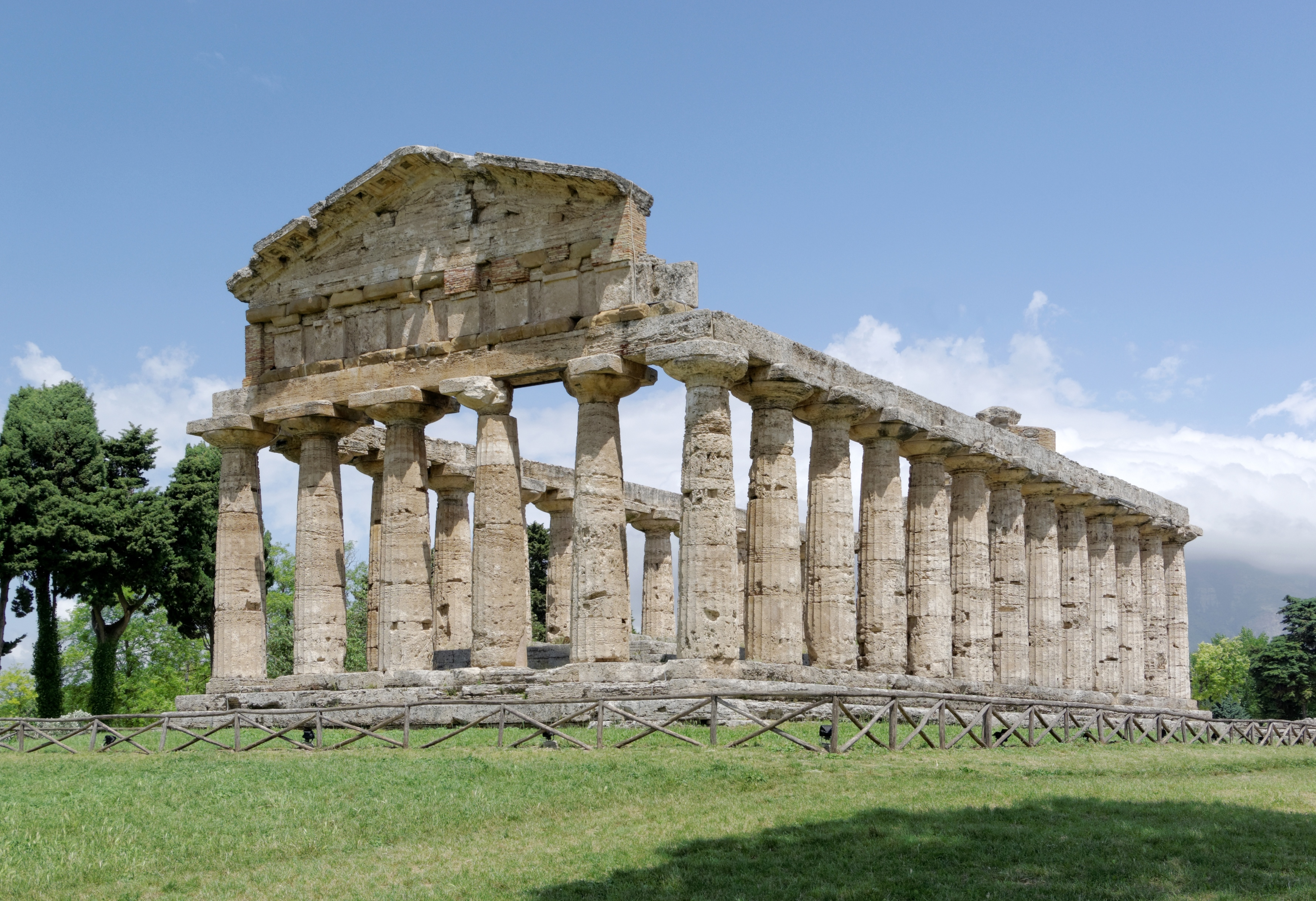
Athena-Tempel
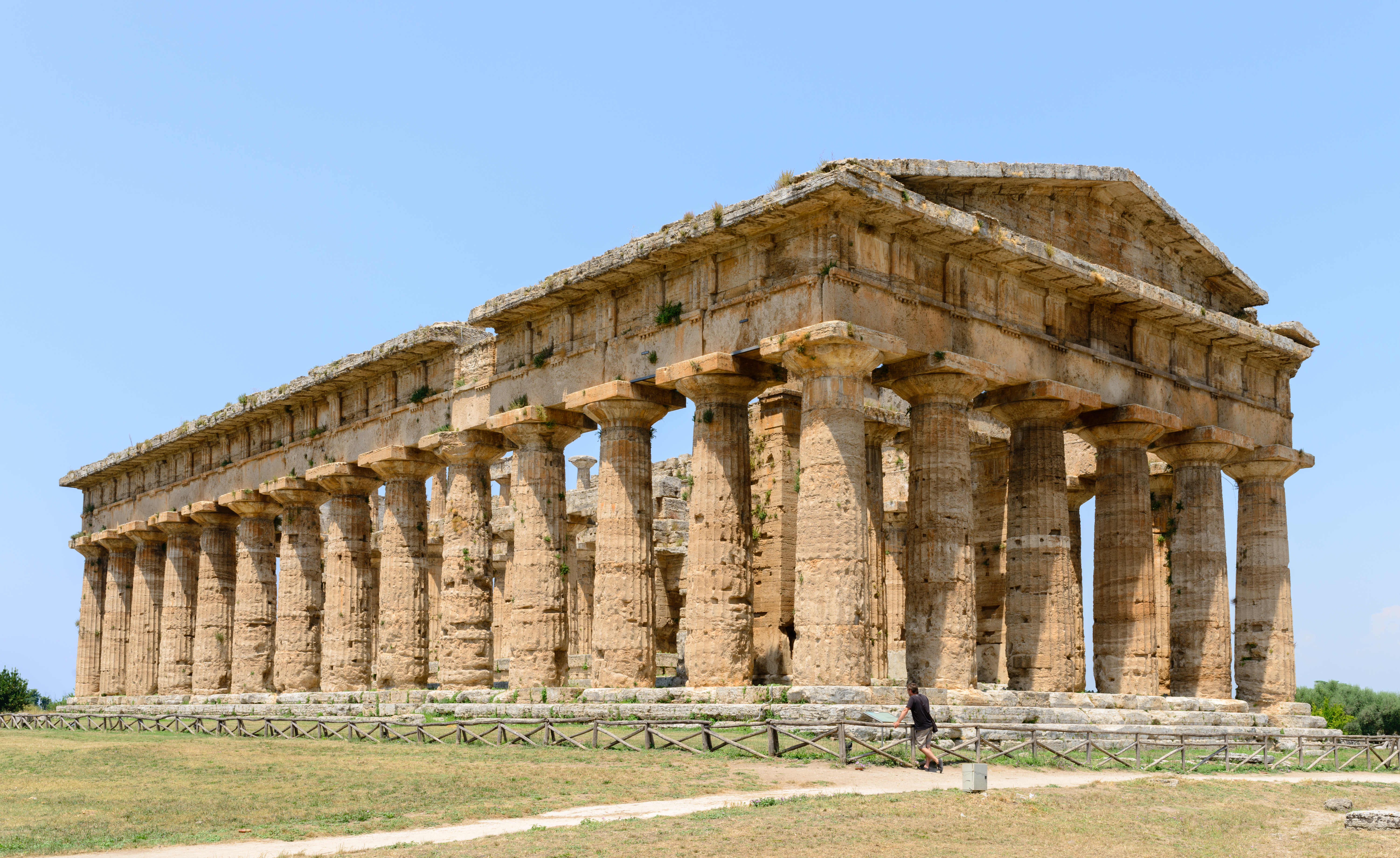
Poseidontempel 2013
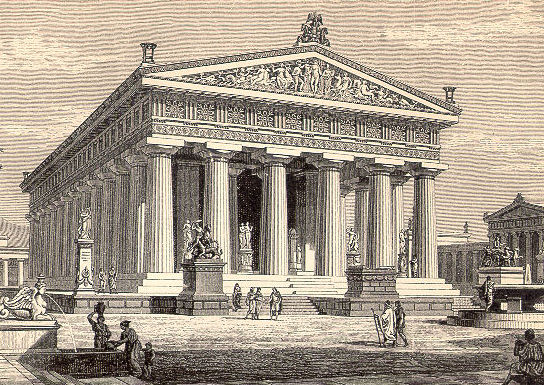
Rekonstruktion des Poseidontempels nach einem Stich aus Pierers Universal-Lexikon 1891

### Sonstige Bauten
Erhalten haben sich auch öffentliche Bauwerke der Römerzeit, so ein kleines römisches Amphitheater und der Versammlungsort der Bürger, das Comitium, sowie die 4,75 km lange Stadtmauer, an der lukanische und römische Bauphasen zu erkennen sind. Die vier großen Stadttore sind römisch.

## Museum

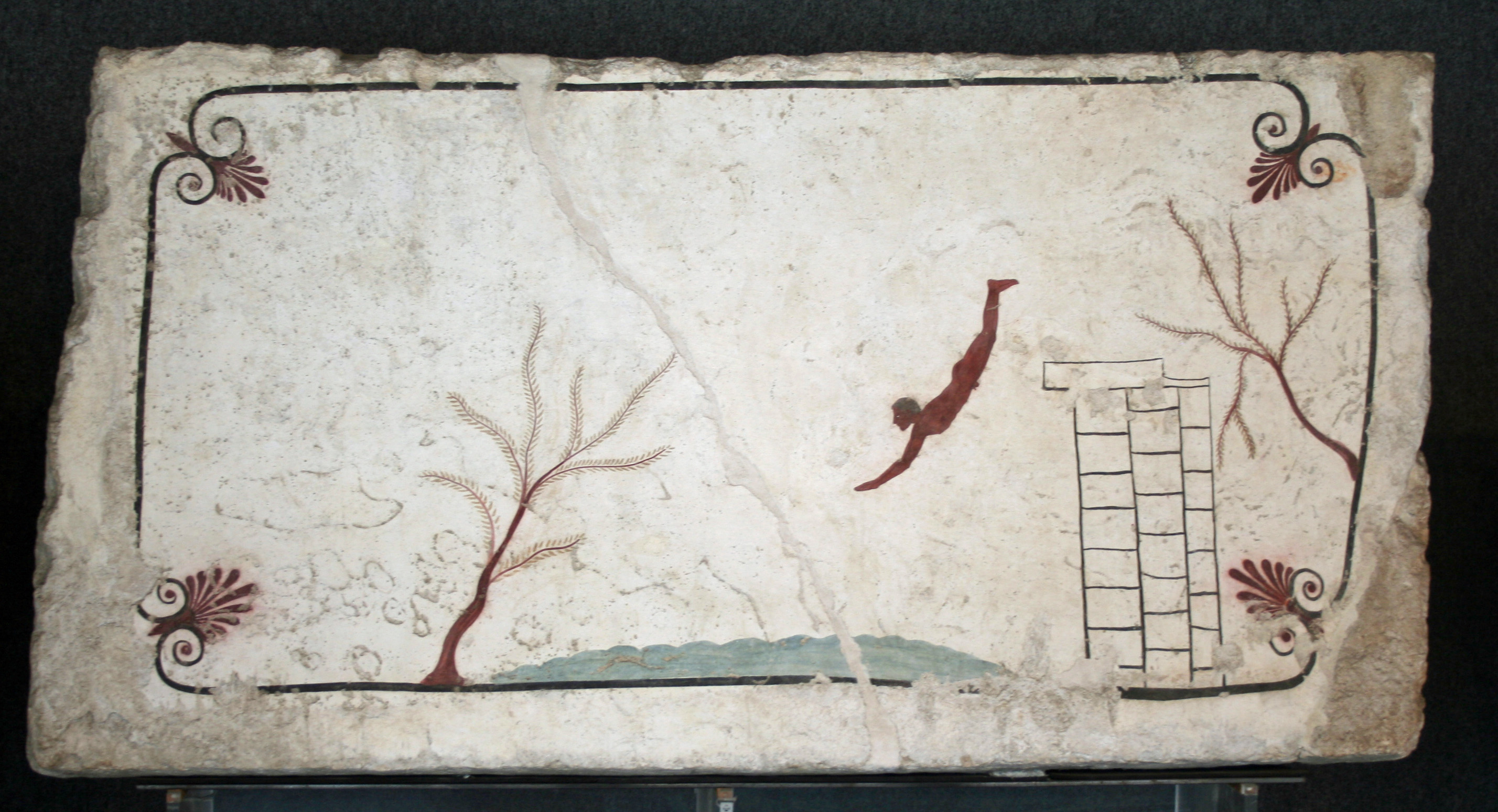
Grab des Turmspringers

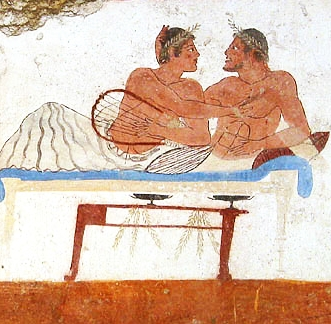
Abbildung eines Symposiums im Grab des Turmspringers

Das Archäologische Nationalmuseum Paestum zeigt eine bedeutende Sammlung griechischer Altertümer aus Unteritalien. Ausgestellt werden Fundstücke aus der Umgebung von Paestum, in der Hauptsache Grabfunde aus griechischen und lukanischen Nekropolen. Darunter sind viele Vasen, Waffen und bemalte Steinplatten, die als Sargdeckel oder -seitenwände dienten. Hervorzuheben sind die Darstellungen aus dem Grab des Turmspringers (Grab des Tauchers), die den Übergang vom Leben in das Totenreich als Sprung des Springers in das Wasser deuten. Das Museum besitzt unter anderem bemalte Grabplatten aus dem Grab des bunten Hahnes, dem Grab des weißen Hahnes, dem Grab der Schecken, dem Grab der Granatäpfel, dem Grab der Leichenspiele, dem Grab des schwarzen Ritters, dem Grab von Mutter und Kind, dem Grab der Klagefrauen, dem Grab der Hirschjagd, dem Grab des heimkehrenden Ritters, dem Grab der kämpfenden Tiere, dem Grab der Nereide und dem Grab des Maultierkarrens. Die gewichtigen Exponate sind im Erdgeschoss des Museums ausgestellt.
Direktor des Museums war von 2015 bis 2021 der deutsche Klassische Archäologe Gabriel Zuchtriegel.

## Paestum in der Literatur

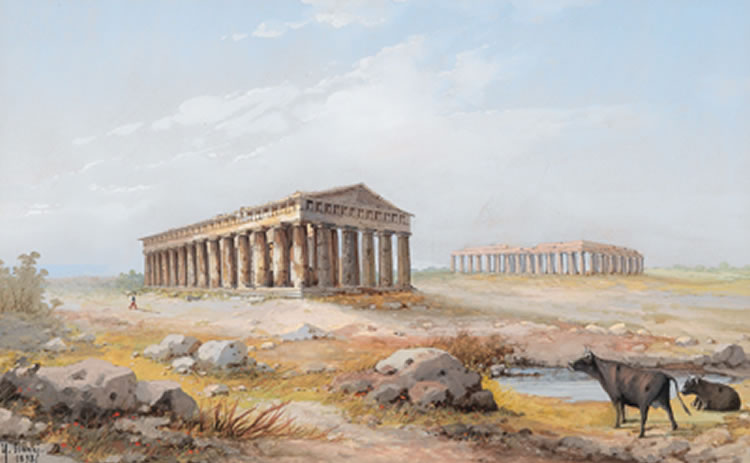
Poseidontempel und Heraion in Paestum, Aquarell von Y. Gianni 1898

Johann Wolfgang Goethe besuchte Paestum während seiner italienischen Reise am 23. März 1787 von Salerno aus in Begleitung des Zeichners Christoph Heinrich Kniep sowie erneut im Mai 1787, also 35 Jahre nach seiner Wiederentdeckung. Über seinen ersten Besuch schreibt er:

„Das Land ward immer flacher und wüster, wenige Gebäude deuteten auf kärgliche Landwirtschaft. Endlich, ungewiß ob wir durch Felsen oder Trümmer führen, konnten wir einige große länglich-viereckige Massen, die wir in der Ferne schon bemerkt hatten, als überbliebene Tempel und Denkmale einer ehemals so prächtigen Stadt unterscheiden […] Von einem Landmanne ließ ich mich indessen in den Gebäuden herumführen, der erste Eindruck konnte nur Erstaunen erregen. Ich befand mich in einer völlig fremden Welt.
Denn wie die Jahrhunderte sich aus dem Ernsten in das Gefällige bilden, so bilden sie den Menschen mit, ja sie erzeugen ihn so. Nun sind unsere Augen und durch sie unser ganzes inneres Wesen an schlankere Baukunst hinangetrieben und entschieden bestimmt, so dass uns diese stumpfen, kegelförmigen, enggedrängten Säulenmassen lästig, ja furchtbar erscheinen. Doch nahm ich mich bald zusammen, erinnerte mich der Kunstgeschichte, gedachte der Zeit, deren Geist solche Bauart gemäß fand, vergegenwärtigte mir den strengen Stil der Plastik, und in weniger als einer Stunde fühlte ich mich befreundet, ja ich pries den Genius, dass er mich diese so wohl erhaltenen Reste mit Augen sehen ließ, da sich von ihnen durch Abbildung kein Begriff geben lässt.“

Auch Johann Gottfried Seume besuchte auf seiner Italienreise im Jahr 1802 die Stadt. Er berichtet darüber in seinem Werk Spaziergang nach Syrakus. Unter anderem wollte er dort die von Vergil 50 v. Chr. beschriebenen Rosen finden, was ihm jedoch versagt blieb:

„Ich hielt mich hier nur zwei Stunden auf, umging die Area der Stadt, in welcher nichts als die drei bekannten großen, alten Gebäude, die Wohnung des Monsignore, eines Bischofs, wie ich höre, ein elendes Wirtshaus und noch ein anderes jämmerliches Haus stehen. Das ist jetzt ganz Pästum. Hier dachte ich mir Schillers Mädchen aus der Fremde; aber weder die Geberin noch die Gaben waren in dem zerstörten Paradiese. Ich suchte, jetzt in der Rosenzeit, Rosen in Pästum für Dich, um Dir ein klassisch sentimentales Geschenk mitzubringen; aber da kann ein Seher keine Rose finden. In der ganzen Gegend rund umher, versicherte mich einer von den Leuten des Monsignore, ist kein Rosenstock mehr. Ich durchschaute und durchsuchte selbst alles, auch den Garten des gnädigen Herrn, aber die Barbaren hatten keine einzige Rose. Darüber geriet ich in hohen Eifer und donnerte über das Piakulum an der heiligen Natur. Der Wirt, mein Führer, sagte mir, vor sechs Jahren wären noch einige dagewesen, aber die Fremden hätten sie vollends alle weggerissen. Das war nun eine erbärmliche Entschuldigung. Ich machte ihm begreiflich, daß die Rosen von Pästum ehedem als die schönsten der Erde berühmt gewesen, daß er sie nicht mußte abreißen lassen, daß er nachpflanzen sollte, daß es sein Vorteil sein würde, daß jeder Fremde gern etwas für eine pästische Rose bezahlte; daß ich, zum Beispiel, selbst jetzt wohl einen Piaster gäbe, wenn ich nur eine einzige erhalten könnte. Das Letzte besonders leuchtete dem Manne ein; um die schöne Natur schien er sich nicht zu bekümmern, dazu ist die dortige Menschheit zu tief gesunken. Er versprach darauf zu denken, und ich habe vielleicht das Verdienst, daß man künftig in Pästum wieder Rosen findet, wenigstens will ich hiermit alle bitten, die nämlichen Erinnerungen eindringlich zu wiederholen, bis es fruchtet.“